# عملية فجر أوديسا
الحظر الجوي على ليبيا أو فجر أوديسا (بالإنجليزية: Oddyssey Dawn)‏ كما سمتها الولايات المتحدة هي عملية عسكرية تقوم بتنفيذها قواتها على العقيد معمر القذافي منذ 19 مارس 2011. تستخدم القوات الفرنسية اسم عملية هارماتان (Opération Harmattan) والبريطانية تسمية عملية إلامي (Operation Ellamy) والكندية تسمية عملية موبيل (Operation MOBILE) على العمليات العسكرية التي تنفذها بالمشاورة مع الدول الأخرى.
بدأت الولايات المتحدة عملياتها الحربية مساء 19 مارس وذلك عندما اطلقت مدمرات وغواصات أمريكية 110 صاروخ توماهوك على أهداف ليبية.
في 27 أكتوبر 2011، أصدر مجلس الأمن قراره رقم 2016 بإنهاء منطقة الحظر الجوي بحلول الساعة 23:59 من يوم 31 أكتوبر 2011 بتوقيت ليبيا.

## بداية العمليات
- الولايات المتحدة: في الساعة التاسعة مساء بدأت الهجمة الرئيسية الأولى وذلك بإطلاق 114 صاروخ توماهوك من بارجات أمريكية وبريطانية لأنظمة الدفاع التابعة للقذافي.[3] وأعلن البنتاغون بأن تفكيك قدرة ليبيا المعرقلة لتنفيذ قرار الأمم المتحدة لحظر الطيران في المنطقة ليست سوى المرحلة الأولى من مراحل متعددة في العملية.[4]
- فرنسا: نشرت القوات الجوية الفرنسية في البداية ثمانية طائرات رافال، طائرتي ميراج 2000-5 وقاذفتي ميراج 2000 دي مدعومة بالطائرات الأخرى المذكورة أعلاه.[5] كما حلقت ثماني مقاتلات رافال في الجو فوق بنغازي لمنع تقدم قوات القذافي الأرضية. وأطلقت واحدة من المقاتلات النار أمام إحدى الناقلات العسكرية الليبية في 17:45 بالتوقيت المحلي. وقالت صحيفة ذا تيليغراف أن أربعة دبابات ليبية تم تدميرها من قبل الطائرات الفرنسية غرب مدينة بنغازي. هبطت الطائرات العائدة من المهام القتالية في قاعدة سولينزارا الجوية في جزيرة كورسيكا التي أطلقت العديد من الهجمات منها لاحقا.[6]
- كندا: أعلن الوزير الأول هاربر أن البارجة شارلوتاون إف إف إتش 339 سوف تقوم بنشر الهاليفاكس في 2 مارس لكي تشارك في العمليات الدولية التي بدأت في ليبيا. وغادرت شارلوتاون والتحقت بالمجموعة البحرية الأولى التابعة لحلف شمال الأطلسي في 14 مارس، ووصلت للمحطة في 19 مارس.[7]